# (3227) Hasegawa
(3227) Hasegawa es un asteroide perteneciente al cinturón de asteroides, descubierto el 24 de febrero de 1928 por Karl Wilhelm Reinmuth desde el Observatorio de Heidelberg-Königstuhl, Alemania.

## Designación y nombre
Designado provisionalmente como 1928 DF. Fue nombrado Hasegawa en homenaje al astrónomo japonés Ichiro Hasegawa.